# Herman Pilnik
Herman Pilnik,  (Stoccarda, 8 gennaio 1914 – Caracas, 12 novembre 1981), è stato uno scacchista tedesco naturalizzato argentino.

## Carriera
Nel 1929 vinse il campionato di Stoccarda e l'anno successivo emigrò in Argentina.
Vinse il Campionato argentino nel 1942, 1945 e 1958.
Partecipò con l'Argentina a cinque Olimpiadi degli scacchi dal 1950 al 1958. Vinse la medaglia d'oro individuale in prima riserva e l'argento di squadra alle olimpiadi di Dubrovnik 1950, la medaglia d'argento individuale in quarta scacchiera alle olimpiadi di Helsinki 1952 e di Amsterdam 1954, la medaglia di bronzo di squadra alle olimpiadi di Monaco di Baviera 1958.
Principali risultati di torneo:
- 1944:  secondo-terzo a Mar del Plata;
- 1944:  pari primo con Miguel Najdorf a Mar del Plata;
- 1944:  terzo nel campionato panamericano di Los Angeles (vinse Samuel Reshevsky):
- 1951:  vince il torneo Hoogovens di Beverwijk;
- 1952:  vince i tornei di Vienna e di Belgrado;
- 1954:  vince il torneo di Stoccarda.

Dopo aver viaggiato a lungo in vari paesi si stabilì in Venezuela, dove diventò un istruttore di scacchi all'accademia militare di Caracas.
Ottenne il titolo di Maestro Internazionale nel 1950 (anno di istituzione del titolo da parte della FIDE), e di Grande maestro nel 1952.